# 平国妙
平 国妙（たいら の くにたえ）は、平安時代中期の武将。なお、氏素性は定かではない。

## 経歴
出羽国の人物。武勇の誉れ高く、常勝の武将として「平不負」と俗称した。天喜5年（1057年）、黄海の戦いに於いて源頼義軍に属し先陣を担っていたが乗馬が流れ矢で倒されたため、安倍軍の捕虜となった。本来、処刑されるところであったが、安倍方の将・藤原経清が国妙の外甥であったために助命嘆願し死を免れた。『陸奥話記』には、「武士猶ホ以テ恥トナス」とある。
なお、寛治7年（1093年）、平師妙・師季親子が出羽守・源信明の館を攻め、翌嘉保元年（1094年）、陸奥守・源義綱の郎党により鎮圧されたが、『中右記』によると、前年の寛治6年（1092年）6月には陸奥守・藤原基家の解文により、経清の子・藤原清衡に合戦の企ての嫌疑がかけられていることから、両者を関連づけ、この師妙親子を清衡の大伯叔父である国妙の子及び孫ではないかとする見解がある。